# François Maillot

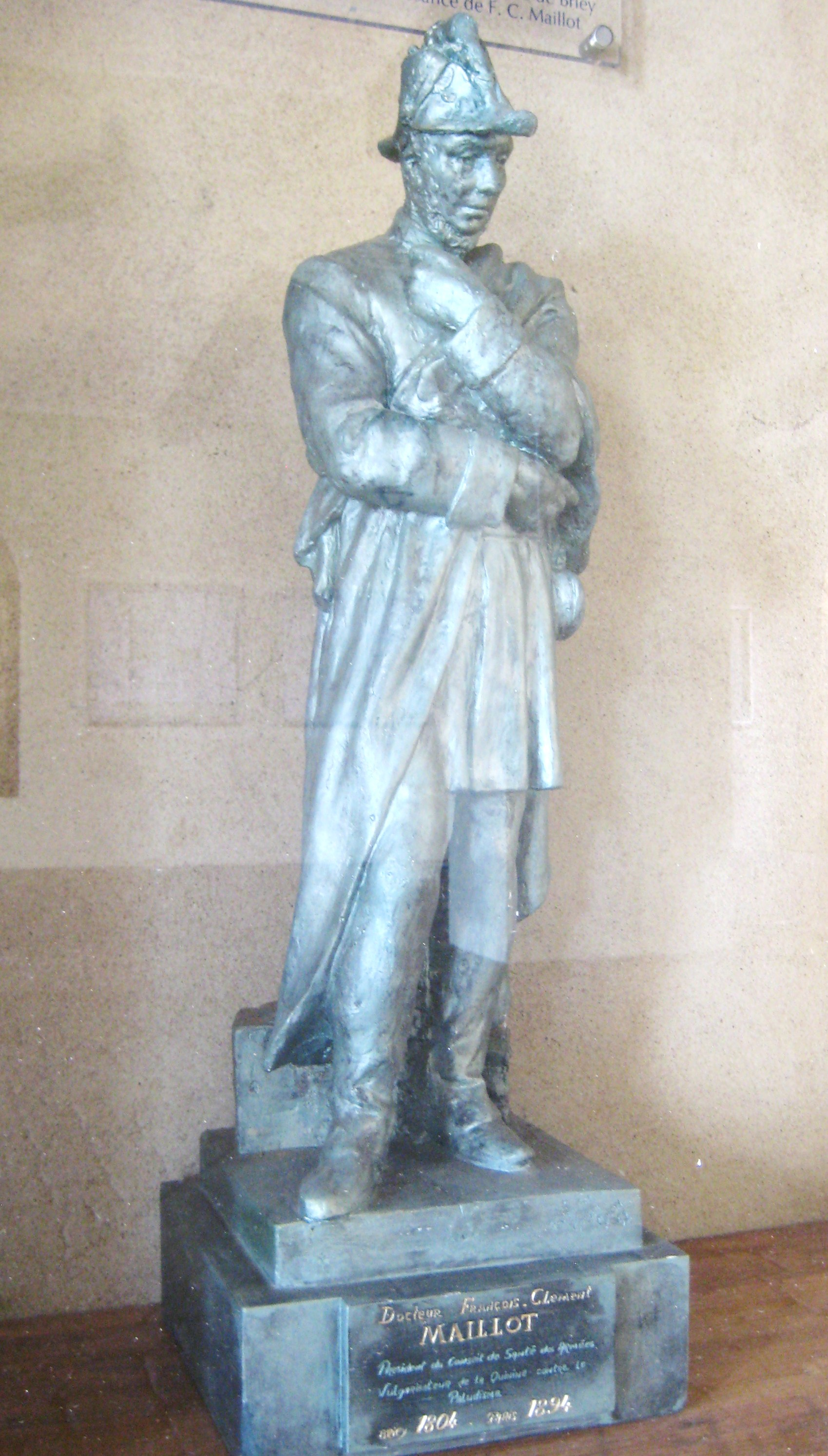
François Maillot.

François Clément Maillot, född den 18 februari 1804 i Briey, departementet Moselle, död den 24 juli 1894 i Paris, var en fransk militärläkare. 
Maillot blev 1828 medicine doktor i Paris, befordrades 1847 till médecin principal och blev 1864 president i Conseil de santé des armées. Han blev berömd genom sin användning av kinin i stora doser vid perniciös malaria, för vilken behandlingsmetod han redogjorde bland annat i Recherches sur les fièvres intermittentes du nord de l'Afrique (1835) och Traité des fièvres ou irritations cérébro-spinales intermittentes (1836).